# Rückwärtsniesen
Das Rückwärtsniesen (auch „Rückwärtshusten“, engl. reverse sneezing) ist ein gelegentlich bei Hunden auftretendes Phänomen, bei dem das Tier mit gestrecktem Hals und abgespreizten Ellbogen anfallsartig röchelnd Luft durch die Nase ansaugt. Das dabei entstehende Geräusch erinnert an das Hochziehen von Nasensekret beim Menschen. Nach einer solchen, mehrere Sekunden (selten bis zu wenigen Minuten) dauernden Attacke erscheint das Tier wieder gesund und munter.

## Vorkommen
Häufiger wird dies bei Junghunden, kleinen und kurzköpfigen (brachycephalen) Hunderassen beobachtet. Es tritt für gewöhnlich dann auf, wenn die Tiere in einer ausgelassenen Stimmung sind, zum Beispiel nach dem Essen, Trinken oder beim Herumtoben.

## Ursache
Die Ursache für diese Störung ist bislang nicht eindeutig geklärt. Eventuell ist ein etwas zu langes Gaumensegel der Auslöser, welches sich am Kehldeckel verfängt. Auch leichte Entzündungen im Rachen (Pharyngitis) oder der Gaumenmandel (Tonsillitis), die mit einer Schwellung der Schleimhaut und damit einer Einengung einhergehen, oder Krämpfe der Rachenmuskulatur können die Ursache sein.

## Behandlung
Die Störung wirkt auf den Hundebesitzer meist erschreckend, ähnlich einem Asthmaanfall scheint das Tier keine Luft zu bekommen. Sie ist aber für den Hund harmlos und ruft keine Allgemeinstörungen hervor.
Die Attacken verschwinden, wenn man einen Schluckreflex auslöst, zum Beispiel durch kurzes Nasezuhalten, sanfte Massage des Kehlkopfs oder kräftiges Beklopfen der Vorderbrust. Auf die Gabe von Futter sollte in dem Moment verzichtet werden, da die Aspirationsgefahr zu hoch ist und zu ernsteren Problemen führen kann. 
Bei Nichtverschwinden bei den oben erwähnten Maßnahmen, übermäßigem Auftreten des Phänomens, weiteren Atemproblemen oder Störungen des Allgemeinbefindens sollte sofort ein Tierarzt aufgesucht werden.

## Differentialdiagnosen
Als weitere Ursachen für röchelnde Atemnotsattacken kommen Infektionen (Zwingerhusten), allergische Reaktionen, Fremdkörper im Nasen-Rachen-Raum, Herzerkrankungen, Trachealkollaps oder entzündete Zahnwurzeln in Frage. Diese bedürfen der tierärztlichen Behandlung.
Des Weiteren kann ein Milbenbefall mit Pneumonyssoides caninum vorliegen, der unter tierärztlicher Aufsicht mit Selamectin behandelt werden kann.